# James Stewart Butters
Pour les articles homonymes, voir Butter.
James Stewart Butters, né le 19 février 1832 à Blairgowrie en Écosse et mort le 1er septembre 1912 à Melbourne, est un homme politique australien puis fidjien. "Stewart" est le nom de jeune fille de sa mère. Doté d'une « immense énergie », il fait preuve d'un caractère « chaleureux et affable » qui le protège bien souvent d'accusations de désinvolture.

## Biographie
Employé dans une épicerie en Écosse, il émigre au Victoria en 1853, et y travaille aussi initialement comme employé de boutiques. En 1856 il co-fonde une entreprise d'achat d'or (de la ruée vers l'or au Victoria) et de courtage en bourse qui devient « une part importante du monde du marché financier de Melbourne ». Il entre en politique dans les années 1860, élu conseiller municipal puis, en 1867, maire de Melbourne. C'est durant son mandat que sont initiés l'hôpital Alfred (en), le pont Princes et le parc Albert (en), tous nommés en honneur du prince Albert, l'époux de la reine Victoria.
En 1868 il est élu député à l'Assemblée législative du Victoria. L'année suivante il est exclu de l'Assemblée en raison de soupçons de corruption. Il est immédiatement réélu. En juillet 1870 il émigre aux Fidji. L'archipel n'est pas encore une colonie, mais des centaines de colons australiens et néo-zélandais s'y installent ; James Butters y est représentant de la Polynesia Company, entreprise qui espère investir dans les plantations fidjiennes de cotton. En 1871, Ratu Seru Cakobau, roi auto-proclamé des Fidji, établit un gouvernement composé de chefs autochtones et de colons, et convoque l'élection d'une assemblée devant approuver un projet de constitution. James Butters y est élu délégué des colons de Macuata, puis est élu président de l'assemblée. À la suite de l'adoption d'une constitution créant une monarchie constitutionnelle, des élections législatives se tiennent et James Butters est élu député de Macuata,. 
Après l'annexion des Fidji à l'Empire britannique en 1874, il retourne à Melbourne, et s'investit dans le développement d'industries agricoles et minières. En 1888 il est élu au Conseil législatif, la chambre haute du Parlement du Victoria. Il y siège jusqu'en 1892, et est parallèlement un membre actif de nombreuses associations caritatives. Marié quatre fois, ses trois premières épouses étant toutes mortes avant lui, il meurt à l'âge de 80 ans.